# 트랜스타 대거 GT
트랜스타 대거 GT(Transtar Dagger GT)는 미국의 슈퍼카 제조업체 트랜스타사가 2013년에 만든 슈퍼카이다. 가격은 10억원이다. 최고시속 505 km의 슈퍼카라고도 보도되었다.

## 모델
- Dagger GT-D: 2700마력 엔진, 회사는 1900마력 닛산 제트카의 제로백 1.2초를 깰 것으로 기대한다. 최고속도 시속 480 km로서, 부가티 베이론의 시속 431 km 최고속도 기록을 깰 것으로 기대한다.[2]